# Nicolas de Lamoignon de Basville
Nicolas Lamoignon de Bâville est né le 26 avril 1648, mort à Paris le 17 mai 1724. Marquis de La Mothe en Poitou, comte de Launay-Courson et de Montrevaux, baron de Bohardy (à Montrevault), seigneur de Chavaignes. C'est un magistrat et administrateur français qui a été intendant du Languedoc durant trente-trois années en résidant dans la ville de Montpellier.

## Biographie
Cinquième fils du premier président Guillaume Ier de Lamoignon (1617–1677) et de Madeleine Potier de Blancmesnil (1623–1705), il reçut une éducation soignée des jésuites du Collège de Clermont à Paris où il présenta sa thèse « Ex optica et astronomia selecta mathemata… » en 1666. Il exerça la profession d'avocat au parlement de Paris où il est reçu le 21 novembre 1666. Il est ensuite bailli d'Épée du comté de Limours, le 27 mars 1668. Il est gouverneur du château de Limours, capitaine des chasses et gruyer du château par les lettres-patentes, le 11 septembre 1669. Il devint conseiller au parlement de Paris le 12 décembre 1670, maître des requêtes en septembre 1675, puis suivit la carrière administrative, fut nommé intendant à Poitiers en 1682 et intendant du Languedoc en 1685 où il officie durant trente-trois années. Il est conseiller d'État semestre la même année, puis ordinaire le 19 février 1697.
Il est un des plus célèbres intendants du royaume, qui révèle et se révèle dans son testament politique sur la Province de Languedoc où le caractère confidentiel et la rareté d'expression d'un tel mémoire en font un texte important.
Il déploya contre les protestants, lors de la révocation de l'édit de Nantes, un zèle ardent : on l'a même accusé de cruauté. Dans ses mémoires, Saint-Simon — qui en parle à plusieurs reprises — en brosse un portrait peu flatteur d'intendant impitoyable en Languedoc.
Cependant il se montre sous un aspect tout différent dans les Mémoires pour servir à l'histoire du Languedoc, qu'il composa par ordre de Louis XIV pour l'instruction du duc de Bourgogne (1698), et où il déclare que la violence ne peut qu'être funeste au christianisme. Ces mémoires n'ont été imprimées qu'en 1734.
En 1700, la terre et seigneurie de La Mothe-Chandeniers a été élevée par lettres-patentes en marquisat.

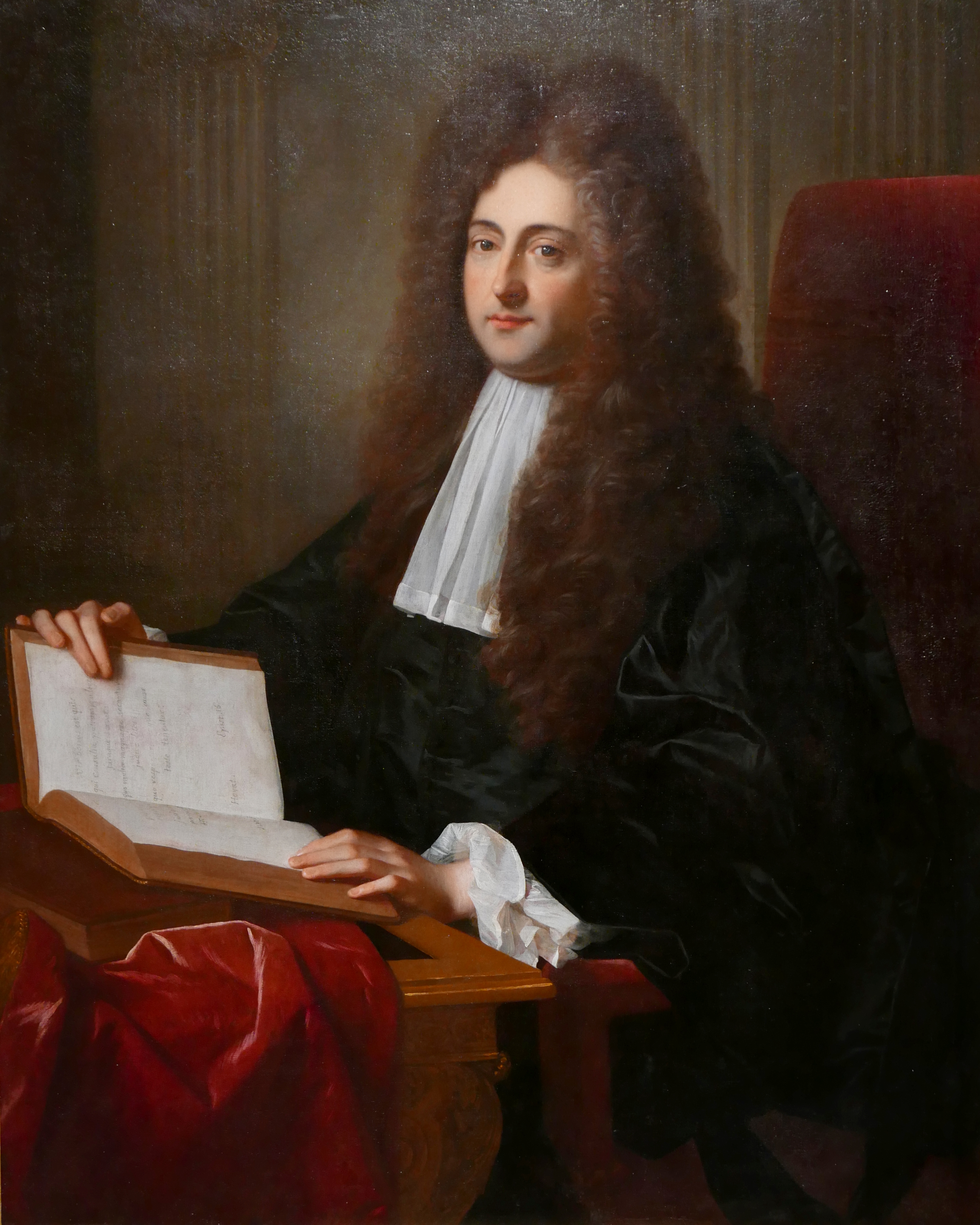
Portrait présumé d'Urbain-Guillaume de Lamoignon de Courson, par Jean Ranc (ca. 1720). Musée Fabre, Montpellier.

### Descendance

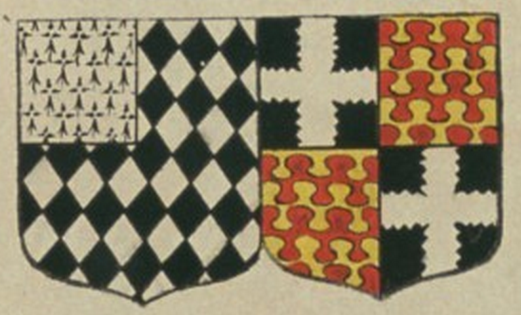
Blason de Nicolas de Lamoignon aux côtés de celui d'Anne Louise Bonnin dans l'Armorial général de France de Charles d'Hozier.

Il s'est marié le 8 avril 1672 avec Anne-Louise Bonnin de Chalucet (morte le 4 janvier 1732), fille de Jean-François Bonnin, marquis de Chalucet-Messignac, comte et vicomte de Montrevault, et d'Urbaine de Maillé. Il eut de ce mariage :
- Guillaume-Urbain, né en 1673, mort au berceau ;
- Urbain-Guillaume de Lamoignon de Courson, né le 29 octobre 1674, mort le 12 mars 1742. Il a été intendant de Rouen en 1704 et intendant de Guyenne en 1709 ;
- Nicolas-Chrétien, né en 1675, mort en 1680 ;
- Charles, né en 1677, mort en 1681 ;
- Marie-Louise, née en 1676, morte en 1683 ;
- Jeanne-Louise, née en 1678, morte en 1680 ;
- Louise, née en 1683, morte peu après ;
- Madeleine, née en 1687, morte le 8 août 1744, mariée en 1706 à Michel Robert Le Peletier des Forts, comte de Saint-Fargeau.

## Publications
- Ex optica et astronomia selecta mathemata… propugnabit Nicolaus de Lamoignon de Basville,… die 10 mensis julii anni 1666, S. l., s. d. (1666), 22 p., in 4° (BNF 30729229)
- Mémoires pour servir à l'histoire de Languedoc (intendant de cette province), Amsterdam, chez Pierre Boyer, 1734, 1 pl. dépl., 334, in 8° (OCLC 34426307, BNF 30729226, SUDOC 042858453, présentation en ligne, lire en ligne)[6]
- Mémoires pour servir à l'histoire de Languedoc (Ancienne collection Fernand Pifteau (1865-1942)), Amsterdam, Jacobus Ryckhoff le fils, 1736, 2 tableaux dépl., 334, in 8° (17 cm) (OCLC 495440559, BNF 30729227, SUDOC 070181152, présentation en ligne, lire en ligne)
- Avis de M. de Basville sur les contestations qui s'étaient élevées entre le Parlement de Toulouse et la Chambre des comptes de Montpellier à l'occasion de l'édit de 1690, S. l., s. d., 78 p., in 4° (BNF 30729225)
- Nicolas de Lamoignon de Basville et Joseph Berthelé (dir.), « Montpellier en 1697 : D'après les "mémoires" de l'Intendant de Basville », dans Archives de la ville de Montpellier. Inventaires et Documents, publiés par les soins de l'administration municipale. T. 4, La Viguerie de Montpellier au XIIe siècle. Montpellier en 1697, en 1760, en 1768 et en 1836..., Montpellier, 1920 (OCLC 491724638, BNF 34017704), p. 1-4.